# Nur Muhammad Taraki
Nur Muhammad Taraki (ngày 15 tháng 7 năm 1917 - ngày 14 tháng 9 năm 1979) là một chính trị gia và chính khách Afghanistan trong chiến tranh Lạnh. Taraki sinh ra gần Kabul và theo học tại Đại học Kabul, sau đó ông bắt đầu sự nghiệp chính trị của mình với nghề nhà báo. Sau đó, ông trở thành một trong những thành viên sáng lập của Đảng Dân chủ Nhân dân Afghanistan và được bầu làm Tổng bí thư của đảng tại Đại hội đầu tiên của đảng. Ông đã chạy đua làm ứng cử viên trong cuộc bầu cử quốc hội năm 1965 ở Afghanistan nhưng không thành công. Năm 1966, ông xuất bản số đầu tiên của Khalq, một tờ báo đảng, nhưng nó đã bị chính phủ Afghanistan đình bản ngay lập tức. Vụ ám sát Mir Akbar Khyber dẫn Taraki, cùng với Hafizullah Amin (nhà tổ chức của cuộc cách mạng) và Babrak Karmal, đến sự khởi đầu cuộc Cách mạng Saur và thành lập nước Cộng hòa Dân chủ Afghanistan.
Thời kỳ làm chủ tịch nước của Taraki, mặc dù ngắn ngủi, đã luôn được đánh dấu bởi những tranh cãi. Taraki đưa ra một cải cách ruộng đất từ ngày 1 tháng năm 1979, chứng minh là rất không được lòng dân, và cùng với các cải cách khác của chính phủ, đã dẫn đến một phản ứng dữ dội của dân chúng bắt đầu cuộc nội chiến ở Afghanistan. Mặc dù có nhiều nỗ lực trong suốt thời kỳ cầm quyền của ông, Taraki tỏ ra không thể thuyết phục được Liên Xô can thiệp để hỗ trợ ông lập lại trật tự dân sự.
Vào thời kỳ đầu ông nắm quyền, chính phủ được phân chia giữa hai phe phái PDPA: Khalqists (mà Taraki là người lãnh đạo), đa số, và các Parchamites, thiểu số. Năm 1978, ngay sau khi thời kỳ ông bắt đầu cầm quyền, Taraki bắt đầu một cuộc thanh trừng của chính phủ và đảng dẫn đến một số thành viên Parchamite cao cấp phải lưu vong trên thực tế do được phân công phục vụ ở nước ngoài làm đại sứ. Thời gian cầm quyền của ông được đánh dấu bằng một tôn sùng cá nhân tập trung vào bản thân ông được Amin khởi xướng. Mối quan hệ của mình với Amin xấu đi dưới thời lãnh đạo của ông, cuối cùng dẫn đến việc Taraki bị giết chết vào ngày 14 tháng 9 năm 1979, theo lệnh của Amin.